# 磐石市革命烈士陵园

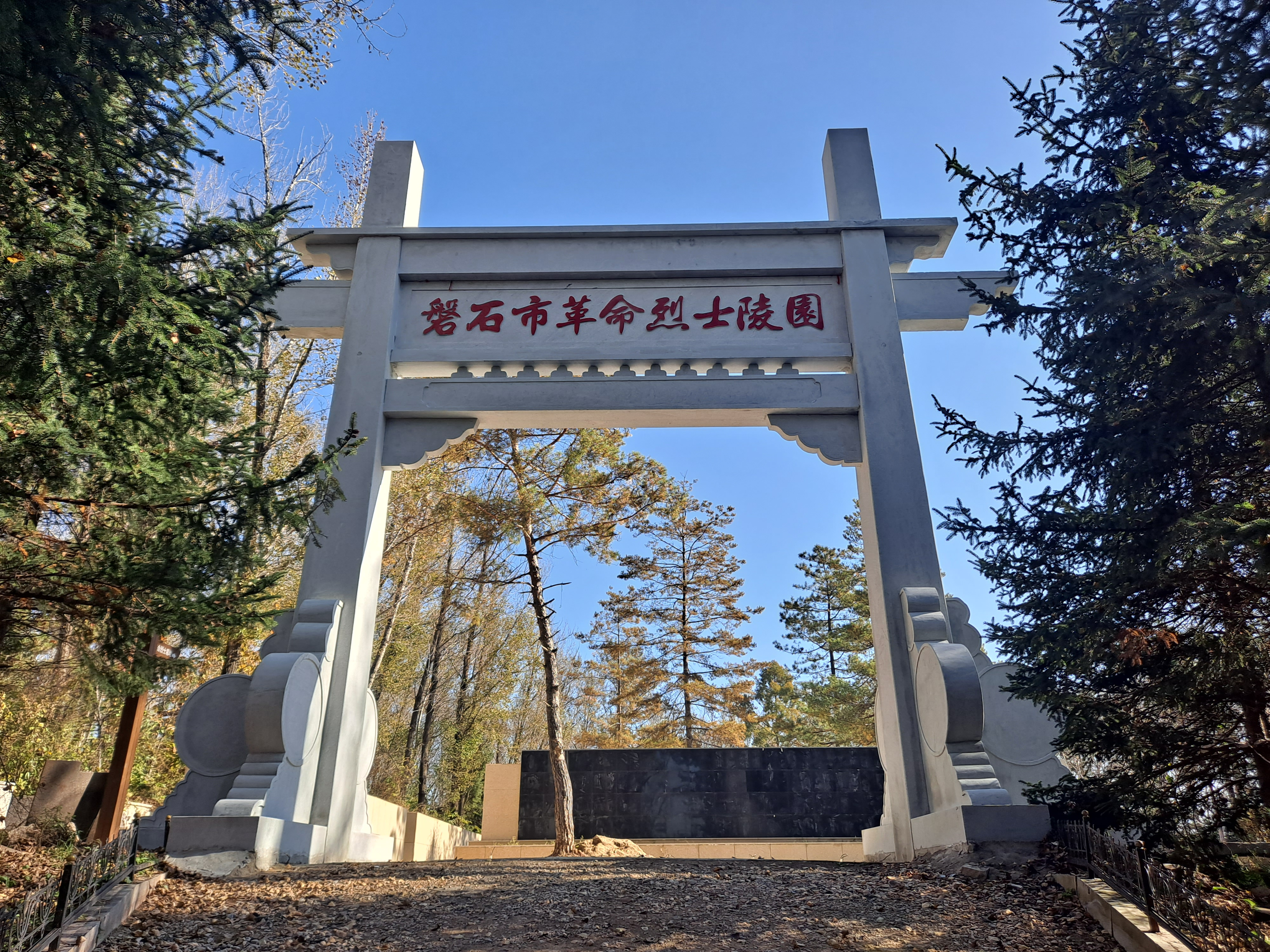
磐石市革命烈士陵园

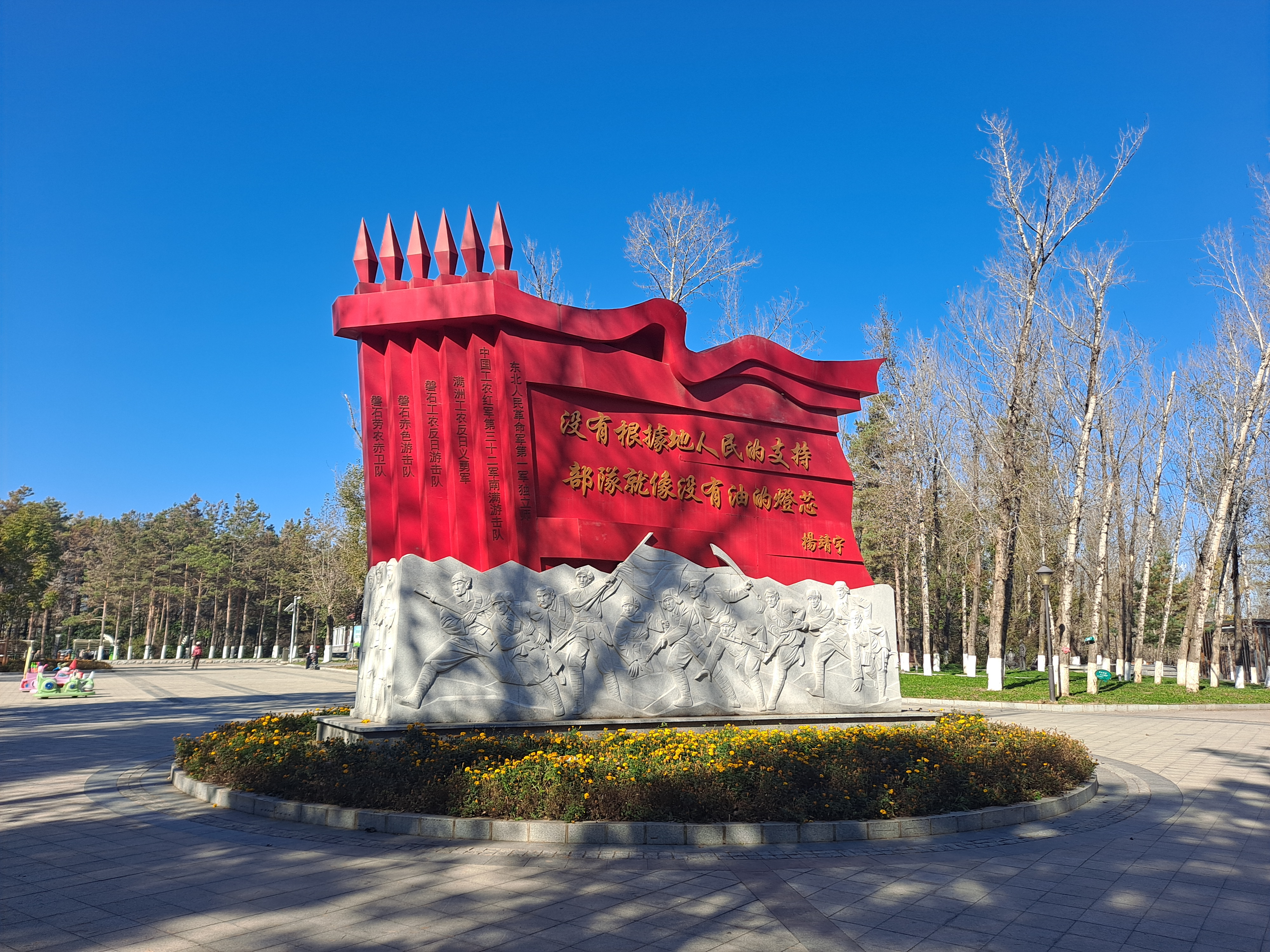
东山公园内的红旗广场

磐石市革命烈士陵园是一座位于吉林省吉林磐石市东山公园内的省级烈士纪念设施，在其基础上扩建的东山公园是吉林市级爱国主义教育基地。

## 历史
磐石市革命烈士陵园的历史可以追溯到始建于1947年的“磐石县革命烈士公墓”。1964年，磐石县政府对革命烈士公墓进行了翻建，并修建了一座革命烈士骨灰纪念堂。2012年，磐石市花费1500万元，再次对陵园进行修缮，并将其更名为“磐石市革命烈士陵园”。陵园内建有孟杰民、刘用国、李月江等烈士墓。
2017年，磐石市耗资3600万元将烈士陵园改扩建成为一个红色文化主题公园——东山公园。公园内建有靖宇广场、红旗广场、第一枪广场、革命烈士陵园、叙事墙等。2018年9月18日，东山公园建成杨靖宇雕塑。2020年，磐石市革命烈士陵园被吉林省退役军人事务厅评为省级烈士纪念设施。